# German Titov
German Stepanovitj Titov (Герман Степанович Титов) (født 11. september 1935, død 20. september 2000) var en sovjetisk kosmonaut og den anden person i kredsløb om Jorden.
Efter uddannelse som jagerpilot blev han uddannet til kosmonaut i 1960 og blev udvalgt til at være pilot på Vostok 2 i august 1961. Det var en måned før hans 26 års fødselsdag, og dermed er han den yngste person, der har været på rumflyvning.
Efter sin rumfærd fortsatte han med forskellige ledelsesopgaver i det sovjetiske rumprogram, indtil han blev pensioneret i 1992. I 1995 blev han valgt til Statsdumaen som medlem af det russiske kommunistiske parti.